# Militärflugplatz Lielvārde

i7
i11
i13
Die Militärflugplatz Lielvārde ist ein Militärflugplatz im Zentrum von Lettland, nördlich von Lielvārde. Der einzige Luftstützpunkt der Lettischen Luftstreitkräfte liegt im Bezirk Ogre zirka 60 km südöstlich von Riga.
Der Flugplatz wurde in den 1970er Jahren für die sowjetischen Luftstreitkräfte errichtet.

## Geschichte
Der Flugplatz Lielvārde wurde 1969 für ein sowjetisches Schlachtflugzeug-Regiment gebaut.
Im Frühjahr 1980 wurde das 899. Schlachtflieger-Regiment von Rumbula nach Lielvārde verlegt und im Juli 1981 wurde es als Jagdbomber-Regiment reklassifiziert. Nach dem Zerfall der Sowjetunion wurde das Regiment im Sommer 1993 auf die russische Basis Buturlinowka verlegt.
Ein Jahr später, 1994, wurde die Basis von Russland an Lettland übergeben.  Seither dient sie den lettischen Luftstreitkräften als Hauptbasis.
Nachdem Lettland 2004 Mitglied der NATO wurde, wurde der Flugplatz ab 2007 schrittweise modernisiert. Im Jahr 2009 konnten ein neues Hauptquartiergebäude und zeitgemäße Flugbetriebsflächen in Betrieb genommen werden.
In Folge des Russisch-Ukrainischen Kriegs wurde die Basis nach 2014 mit Unterstützung von NATO-Partnern mit dem Ziel weiter modernisiert, nach den beiden Flugplätzen Šiauliai und Ämari in den beiden baltischen Nachbarrepubliken eine dritte Basis im Baltikum für das Air Policing Baltikum zur Verfügung zu haben. Mit Hilfe der USA wurde im September 2021 die Zertifizierung für Instrumentenflugbetrieb erreicht und im August 2023 eine neue Flughafenfeuerwache eingeweiht. Nach der Modernisierung auf NATO-Standard diente der Flughafen im Jahr 2024 erstmals als Basis des Air Policings, wobei die deutsche Luftwaffe das erste Kontingent stellte.
Kanada war nach 2014 Führungsnation der NATO Enhanced Forward Presence (eFP) in Lettland geworden und nach dem Beschluss zum Ausbau der Truppenpräsenz 2022 soll hier die Infrastruktur für die Stationierung kanadischer Hubschrauber entstehen.

## Heutige Nutzung
Der Flugplatz wird von verschiedenen Streitkräften genutzt.
- Der einzige Stützpunkt von fliegenden Verbänden der lettischen Luftstreitkräfte: Die 1. und gleichzeitig einzige fliegende Staffel (1 Aviacijas Eskadrila) betreibt je einen Schwarm Transportflugzeuge (ausgerüstet mit älteren An-2) und Helikopter (seit Ende 2022 ausgerüstet mit UH-60M[9]). Die Staffel betreibt auch ein Flugtrainingszentrum, dass mit in Lettland entwickelten Leichtflugzeugen des Typs Pelegrin Tarragon TR-91 ausgerüstet ist.
- Daneben dient er dem fliegerischen Dienst des lettischen Grenzschutzes (Aviācijas pārvaldes Administratīvās) zur Stationierung eines Teils seiner Hubschrauberflotte.
- Neben den Letten nutzen seit Ende der 2010er Jahre auch Teile von Kampffliegerbrigaden (Combat Aviation Regiment) der US Army im Rahmen von Operation Atlantic Resolve-Rotationen den Platz.
- Im Jahr 2024 lag hier erstmals ein Schwarm NATO-Kampfflugzeuge im Rahmen des Air Policing Baltikum.
- Zulünftig plant Kanada die Stationierung eines Tactical Air Detachments der Royal Canadian Air Force im Rahmen der Operation REASSURANCE.